# Isla Hawkins (Alaska)
La isla Hawkins (en inglés: Hawkins Island) es una isla costera de la parte sur de Alaska, en los Estados Unidos de América. Se encuentra en el golfo de Alaska, siendo el límite oriental entre el propio golfo y el Prince William Sound. Se encuentra justo al oeste de la ciudad de Cordova, entre esa ciudad y la isla Hinchinbrook. 
La isla Hawkins es de forma alargada, con una longitud de unos 36 km en dirección NO-SE y entre 6-8 km de anchura. Tiene una superficie de 176,388 km² y tenía una población de solamente cuatro residente en el Censo de 2000. La isla está en el área delimitada del bosque nacional Chugach.